# Orfeo (Rossi)
Orfeo es una ópera en un prólogo y tres actos con música de Luigi Rossi y libreto de Francesco Buti. Se estrenó el 2 de marzo de 1647 en el palacio del difunto cardenal Richelieu (Palais Cardinal), en el Teatro del Palais-Royal, en París.
Fue el cardenal Mazarino quien llamó a Luigi Rossi a París, confiándole el libreto de Buti, en el cual el mito de Orfeo era adaptado libremente con el fin de insertar alguna simbología que glorificara el poder soberano del rey de Francia, parangoneando en particular la lira de Orfeo con el lis de Francia.
El espectáculo duró seis horas, con pasajes coreográficos, como era el gusto del teatro musical francés a cuyas convenciones la ópera de Luigi Rossi, aunque en idioma italiano, se adaptó completamente. La coreografía fue confiada a Giovan Battista Balbi y la escenografía a Giacomo Torelli. Tuvo gran éxito, a pesar de que el libreto fue juzgado desde entonces desorganizado.
La partitura, considerada perdida, fue encontrada en el año 1888 por Romain Rolland en la Biblioteca Chigi de Roma, pero inicialmente no fue atribuida a Luigi Rossi. La primera representación en tiempos modernos tuvo lugar el 11 de junio de 1985 en el Teatro alla Scala, bajo la dirección de Bruno Rigacci y dirección escénica de Luca Ronconi.